# Płaszczyzna niezmienna Laplace’a
Płaszczyzna niezmienna (Laplace’a) układu planetarnego lub satelitarnego – płaszczyzna przechodząca przez środek masy układu i prostopadła do wektora jego całkowitego momentu pędu. W Układzie
Słonecznym około 98% wkładu do tego wektora pochodzi od momentów pędu planet olbrzymów (Jowisza, Saturna, Urana i Neptuna). Płaszczyzna niezmienna jest odchylona o mniej niż 0,5° od płaszczyzny orbity Jowisza i można ją interpretować jako średnią ważoną płaszczyzn orbitalnych i płaszczyzn obrotu planet.

## Nazewnictwo
Płaszczyzna ta nazywana jest skrótowo „płaszczyzną Laplace’a”, aczkolwiek tego pojęcia używa się częściej w odniesieniu do płaszczyzny, wokół której precesują płaszczyzny orbit. Te dwie koncepcje nie powinny być mylone (choć obie wywodzą się z prac Pierre-Simona de Laplace’a). Są one równoważne tylko wtedy, gdy źródła zaburzeń znajdują się daleko od ciała podlegającego precesji. Płaszczyzna niezmienna pochodzi od sumy momentów pędu i jest jednakowa dla całego układu, podczas gdy płaszczyzna Laplace’a w tym drugim znaczeniu może być różna dla różnych ciał w tym samym układzie.